# خوسيه ماريا سانشيز كاريون
خوسيه ماريا سانشيز كاريون (بالإسبانية: José María Sánchez Carrión)‏ هو أستاذ جامعي وكاتب إسباني، ولد في 1 أغسطس 1952 في كارتاخينا في إسبانيا.